# Mezzogiorno italiano (Brjullov)
Mezzogiorno italiano (in russo Итальянский полдень?, Ital'janskij polden') è un dipinto del pittore russo Karl Pavlovič Brjullov, realizzato nel 1827 e oggi conservato nel museo russo di San Pietroburgo.
Una versione ridotta venne realizzata da Karl Brjullov nel 1831 ed oggi si trova alla galleria Tret'jakov di Mosca.

## Storia

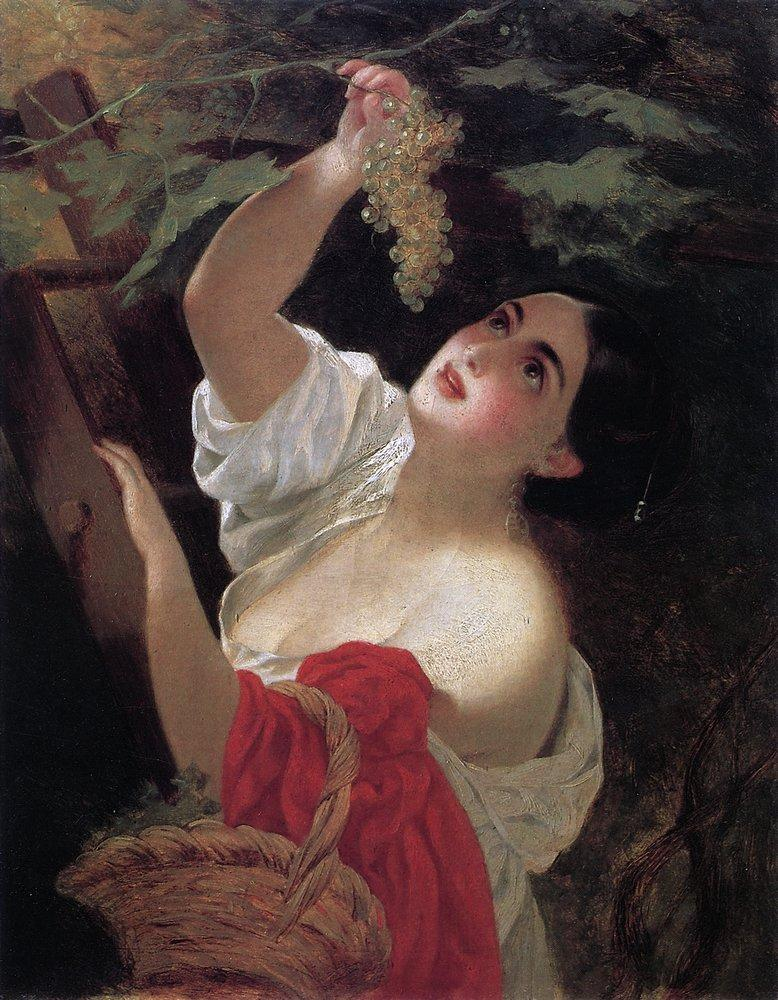
La versione moscovita del 1831.

Al suo arrivo in Italia nel 1821, Brjullov si interessò alla pittura di genere e ai soggetti storici e religiosi, ispirandosi alla realtà che lo circondava. La prima opera riuscita di questo genere era la sua tela Mattino italiano, realizzata nel 1823. A San Pietroburgo, i suoi contemporanei rimasero impressionati dall'interpretazione originale dell'intrigo e la freschezza della composizione. Il Mattino italiano venne offerto dalla società imperiale di incoraggiamento alle belle arti ad Alessandra Fëdorovna, la consorte di Nicola I.
L'imperatore voleva avere una variante del Mattino italiano e chiese a Brjullov di realizzarla. Fu così che nel 1827 nacque il Mezzogiorno italiano. Durante la mostra nella quale la presentò al pubblico pietroburghese, il pittore ricevette numerose critiche poco lusinghiere. Questa critica considerava che la modella non corrispondesse all'ideale classico della bellezza a causa delle sue proporzioni. Brjullov provò a difendersi, ma due anni dopo lasciò la società imperiale di incoraggiamento alle belle arti per i suoi ideali che erano cambiati.

## Descrizione
Il quadro presenta una giovane dai capelli neri che raccoglie l'uva da una vite. La modella era un'italiana dall'aspetto semplice che qui è illuminata da un raggio di sole del Mezzogiorno d'Italia. Louis Réau riteneva che i ritratti intimi, realizzati da Brjullov talvolta sotto l'influenza di Ingres, avessero delle qualità di freschezza e sincerità seducenti. In questo quadro il pittore russo cercava la bellezza in una scena semplice e quotidiana.